# ¡Oh mamá! ella me ha besado
«¡Oh mamá! ella me ha besado» es una canción del cantante argentino Pablo Ruiz, nombre del primer sencillo del segundo álbum de estudio titulado Un ángel, placa discográfica que fue lanzado al mercado por la empresa discográfica EMI Capitol en enero de 1988.

## Producción
Fue grabada en estudio entre noviembre y diciembre de 1987. El artista contaba con 13 años al momento de su grabación. La canción fue escrita y producida por Rubén Amado y fue el primer sencillo del disco responsable de su consagración internacional y que permitió que el artista llegara a la edición número XXX del Festival Internacional de la Canción de Viña del Mar, los días 17 y 18 de febrero donde habría de recibir el Premio Antorcha de Plata.
Esta canción se convirtió en uno de los hits más escuchados del año 1988 y estuvo también en la lista de las 100 mejores canciones en español de los 80s según VH1 Latinoamérica, del año 2007 obteniendo la posición #69 del conteo.
La letra revela la inocencia y la emoción que acompaña a los primeros sentimientos románticos que siente el chico hacia una chica.
En 2017 una nueva versión de la canción fue incluida en el disco Tu Nombre. En el año 2023 también aparece una nueva versión para la película Soy Inocente, del director Pedro Flores Maldonado, producido por Mariano Barrella.

## Publicaciones[9]
Los diferentes formatos en los que salió publicado esta canción:
- Maxi Single Vinilo 7'' 45RPM: ¡Oh Mama! Ella Me Ha Besado - Sello: Discos De Centroamérica S.A - País: Guatemala Año: 1988

| Cara A |                                               |              |          |  |
| N.º    | Título                                        | Compositores | Duración |  |
| 1.     | «¡Oh mamá! ella me ha besado» (Versión promo) | Rubén Amado  | 3:27     |  |
| 2.     | «Lady Lady»                                   | Rubén Amado  | 2:40     |  |

- Maxi Single Vinilo 7'' 45RPM: ¡Oh Mama! Ella Me Ha Besado - Sello: EMI - País: México Año: 1989

| Cara A |                               |              |          |  |
| N.º    | Título                        | Compositores | Duración |  |
| 1.     | «¡Oh mamá! ella me ha besado» | Rubén Amado  | 3:27     |  |
| 2.     | «¡Oh mamá! ella me ha besado» | Rubén Amado  | 3:27     |  |

- Maxi Single Vinilo 7'' 45RPM: ¡Oh Mama! Ella Me Ha Besado - Sello: EMI - País: Colombia Año: 1989

| Cara A |                                               |              |          |  |
| N.º    | Título                                        | Compositores | Duración |  |
| 1.     | «¡Oh mamá! ella me ha besado» (Versión promo) | Rubén Amado  | 3:27     |  |
| 2.     | «Rock De La Inquietante Susy»                 | Rubén Amado  | 3:36     |  |

- Maxi Single Vinilo 7'' 45RPM: ¡Oh Mama! Ella Me Ha Besado - Sello: Discos De Centroamérica S.A - País: Honduras Año: 1989

| Cara A |                                               |              |          |  |
| N.º    | Título                                        | Compositores | Duración |  |
| 1.     | «¡Oh mamá! ella me ha besado» (Versión promo) | Rubén Amado  | 3:27     |  |
| 2.     | «Lady Lady»                                   | Rubén Amado  | 2:40     |  |

## En la cultura popular
La canción fue usada el comercial chileno Yogu Up de Loncoleche.

## Posicionamiento en listas
| Listas                              | Posición |
| ----------------------------------- | -------- |
| Argentina Top 40                    | 1        |
| Perú Top 100                        | 6        |
| Colombia Top 100                    | 4        |
| Latinoamérica Top 100               | 1        |
| Ecuador Top 50                      | 32       |
| Iberoamérica Top 100                | 8        |
| Venezuela Top 40                    | 1        |
| México Top 200                      | 98       |
| México Top 60+                      | 48       |
| España Hot 100                      | 7        |
| EE. UU. Billboard Latin Pop Airplay | 98       |